# Liège-Bastogne-Liège 1938
La 28e édition de Liège-Bastogne-Liège a eu lieu le 11 mai 1938 et a été remportée par le Belge Alfons Deloor. 
Alfons Deloor remporte le sprint d'un groupe constitué de 12 hommes. Les coureurs arrivés de la septième à la onzième place n'ont pu être classés. 105 coureurs ont pris le départ et 50 étaient à l'arrivée.

## Classement
| n° | Coureur            | Équipe             | Temps           |
| -- | ------------------ | ------------------ | --------------- |
| 1  | Alfons Deloor      | Helyett-Hutchinson | 5 h 41 min 41 s |
| 2  | Marcel Kint        | Mercier-Hutchinson | m.t.            |
| 3  | Félicien Vervaecke | Labor              | m.t.            |
| 4  | François Dedonder  | -                  | m.t.            |
| 5  | Sylvère Maes       | Alcyon-Dunlop      | m.t.            |
| 6  | Jérôme Dufromont   | -                  | m.t.            |
| 7  | Louis Janssens     | -                  | m.t.            |
|    | Edward Vissers     | Alcyon-Dunlop      | m.t.            |
|    | Louis Hardiquest   | De Dion-Bouton     | m.t.            |
|    | Frans Demondt      | -                  | m.t.            |
|    | Jozef Loopmans     | -                  | m.t.            |
| 12 | François Neuville  | Helyett-Hutchinson | m.t.            |